# 연희 (가수)
연희(본명: 김연희, 본명 한자: 金蓮熙, 2000년 12월 6일 ~ )는 대한민국의 가수로, 걸 그룹 로켓펀치와 엘즈업의 멤버이다.

## 생애
연희는 2000년 12월 6일 광주광역시에서 출생하였다.
2019년 서울공연예술고등학교 무대미술과를 졸업했으며, 그 전 2016년 12월에 현재 소속중인 소속사 울림엔터테인먼트에 입사하였다.
이후, 2년 8개월의 연습생 기간을 거쳐 2019년 8월 7일 걸 그룹 로켓펀치의 구성원이자 리더로 데뷔하였다.

## 학력
- 두암초등학교 (졸업)
- 신광중학교 (졸업)
- 서울공연예술고등학교[2] 무대미술과 (졸업)

## 출연 작품

### 예능
| 연도 | 방송 | 제목                  | 역할   |
| ---- | ---- | --------------------- | ------ |
| 2019 | MBC  | 마이 리틀 텔레비전 V2 | 참여자 |